# Свердлов-Ашкенази, Владимир Леонидович
Владимир Леонидович Свердлов-Ашкенази (21 июля 1976, Москва) — российский пианист и композитор.

## Биография
Учился в Центральной музыкальной школе при Московской Консерватории, класс профессора Владимира Крайнева. В возрасте 14 лет, в 1990 стал обладателем 1-й премии на Московском городском конкурсе пианистов. Продолжил обучение в Ганноверской Высшей школе музыки у профессора Ари Варди.
В 16 лет, в 1992 состоялось первое турне пианиста в Германии с оркестром радио Франкфурта под управлением Дмитрия Китаенко. В 1993 завоёвывает Гран-при Международного конкурса Citta di Senigalia в Италии. В 1995 дебютировал в Тель-Авиве с Израильской филармонией, исполнив Первый концерт Шостаковича. В 1997 дебютирует с сольной программой в Токио в Suntory Hall.
Творчество артиста можно разделить на две части. Первая как Владимира Свердлова - Его становление как пианиста, Шестое место на конкурсе королевы Елизаветы в 1999 году, в Брюсселе.. Яркое выступление Свердлова на конкурсе принесло пианисту признание публики и множество ангажементов. Его исполнение в финале конкурса Сонаты Шуберта ля-минор и второго концерта Шопена вошло в золотую коллекцию телеканала Arte. С этого достижения начался стремительный рост популярности пианиста, он активно гастролирует по странам Европы и Азии, выступая на лучших концертных сценах, сотрудничает с ведущими дирижёрами современности.
В этот период Свердлов записывает свой первый альбом из произведений Шопена на бельгийском лейбле Cypres. Альбом вышел осенью 1999 года и стал бестселлером в странах Бенилюкс и во Франции.
Всему этому следовали выступления с самыми реномируемыми оркестрами и дирижёрами, такими как Израильская Филармония (Zubin Metha) Национальный оркестр Бельгии (Marc Soustrot), оркестр концертгебау (Martin Siegart) Zvizzera italiana (Michail Pletnev) и многие другие. Он принимал участие в таких фестивалях как la rock d’anteron, Projetto Argerich, palais princiers de Monaco и других значимых событиях в музыкальном мире. Дискография артиста включает произведения Шопена, Шуберта, Мусоргского, Чайковского, Шумана, Брамса.
В 2000 году Владимир дебютировал в Большом зале Concertgebouw с концертом Шопена фа-минор (дирижёр Мартин Зигхарт). В качестве солиста выступал с оркестрами Большого театра (дирижёр Александр Ведерников), Филармоническим оркестром Монте-Карло (дирижёр Джанлуиджи Джельметти), Израильским филармоническим оркестром (дирижёр Ари Варди), оркестром Итальянской Швейцарии Swizzera Italiana (дирижёр Михаил Плетнёв) и другими. Выступал с Мишей Майским, Мартой Аргерих, Дорой Шварцберг, Ильей Грубертом и другими. Критики пишут о нём, как об одном из ярких представителей русской фортепианной школы, называя «новым русским мастером», и сравнивают с Горовицем.
Свердлов участвовал в престижных фестивалях, в том числе Palais Princier de Monaco, La Roque d’Antheron (Франция), Фестиваль в Ментоне (Festival de Menton), проекте Марты Аргерих (Progetto Martha Argerich), Дворцы Санкт-Петербурга и многих других.
В 2006 году стал победителем 14-го Международного конкурса Monte-Carlo Piano Masters — конкурс проводится среди победителей других международных конкурсов и определяет лучших из лучших пианистов мира.
Владимир Свердлов основал концертное объединение Schwarzstein Arts Production в Бельгии, учредил конкурс молодых пианистов Chiba Festival в Японии, арт-центр Музыка без правил в Москве.
Вторая часть творческого пути музыканта - это сочинение и исполнение собственной музыки. Переломным этапом стал 2009 год, когда музыкант впервые включил в программу сольного концерта в Париже (Salle Gaveau) несколько собственных сочинений и успех был таким грандиозным, что во всех последующих сольных выступлениях, организаторы просили непременно включать в программы его сольные композиции. Уже 2011 году на британском лэйбле «Piano classics» выходит альбом «Pictures» в котором представлены несколько авторских сочинений, где впервые Владимир фигурирует как композитор под двойной фамилией «Свердлов-Ашкенази». Фамилия Ашкенази - это фамилия Владимира по материнской линии и двойная фамилия символизирует изменение и развитие творческого пути и представляет пианиста и композитора в одном лице.
Владимир Свердлов-Ашкенази пишет для театра, кино, телевидения, создает музыку к рекламе. Его произведения с успехом исполняются в России и за рубежом признанными музыкантами, изданы в нотах. Среди произведений Свердлова-Ашкенази сочинения для фортепьяно, скрипки, альта, кларнета, камерного оркестра, музыка к фильмам «Здрасьте, приехали» (2012) и «День рождения» (2016), музыка к церемонии закрытия кинофестиваля «Зеркало» имени Андрея Тарковского (2013).
В апреле 2015 года Свердлов-Ашкенази впервые выступил в качестве дирижёра, исполнив концерт Моцарта ре-минор к.466 с камерным оркестром «Виртуозы Москвы» в Светлановском зале Московского Международного Дома Музыки.
Развивая композиторскую деятельность, в 2015 году заявил себя как яркий и талантливый импровизатор, рождая новые сочинения на глазах у публики. С большим успехом у зрителей проходят гастроли Свердлова-Ашкенази с его авторским проектом фортепьянных импровизаций. Проект Свердлова-Ашкенази с известным актером театра и кино Георгием Тараторкиным «Отражение», где Владимир представил мгновенные спонтанные импровизации на поэзию Блока, прошёл в марте 2015 года в Малом зале Московской Консерватории и стал знаменательными событием в культурной жизни столицы.
В последующие годы происходит становление музыканта как композитора. На сегодняшний день Владимир Свердлов-Ашкенази автор многочисленных сочинений для фортепиано, камерной и инструментальной музыки. Среди них можно перечислить: Александр Гиндин, Пётр Овчаров, Дмитрий Коган, Алексей Лундин, Илья Рашковский, Готье Капюссон, Игорь Фёдоров, Камерный оркестр виртуозы Москвы и многие другие. Также Владимир Свердлов-Ашкенази автор музыки к художественным и документальным фильмам.
Сам Владимир Свердлов-Ашкенази продолжает концертную деятельность, выступая преимущественно как автор исполнитель собственных сочинений для фортепиано и фортепиано с оркестром. В 2019 году выходит его сольный альбом, где представлены 15 фортепианных сочинений.

## Семья
Владимир Свердлов родился в музыкальной семье.
Дед — Давид Ашкенази —  эстрадный пианист, аккомпаниатор и композитор, народный артист России.
Мать — Елена Давидовна Ашкенази, пианистка, профессор фортепьяно в Musashino Academia Musicae in Tokyo.
Дядя — Владимир Ашкенази —  пианист и дирижёр. Отец Леонид (Арье) Свердлов — шахматист, гроссмейстер, поэт.
Супруги — Мария Смирнова (ныне Михайловская), виолончелистка, в браке 1998-2001; Юлия Пономарёва (ныне Свердлова), тележурналистка, в браке 2018-2020.
Дети — Изабель Бекирова г.р. 2003 (Мать Алие Бекирова, скрипачка); Давид Чен г.р. 2008 (Мать Лида Чен-Аргерих, альтистка); Филипп Семанов г.р. 2014 (мать Валентина Семанова); Елизавета Семанова г.р. 2017 (мать Валентина Семанова).

## Сочинения
Владимир Свердлов обращается к композиции и сочинительству под влиянием французского композитора Николя Бакри В 2009 году. Как композитор берет имя Свердлов-Ашкенази в память о деде. Находясь в постоянном поиске нетрадиционного звучания и желании соединить классическое звучание и современный стиль, Владимир плодовито и со страстью создает произведения для фортепьяно, камерную музыку, музыку для театра, кино и телевидения. Сочинения Свердлова-Ашкенази быстро завоевывают интерес коллег и признание: изданы издательством «Музыка», исполняются ведущими солистами на родине и за рубежом.
В декабре 2013 года Свердлову-Ашкенази за исполнение прелюдии с фугой до-минор собственного сочинения присуждена премия Манашира Якубова «За выдающиеся композиторские и исполнительские заслуги».
Среди произведений композитора Владимира Свердлова-Ашкенази:
Прелюд op. 9 для скрипки и фортепиано. Премьера состоялась на Festival de Menton, 2009, солист — Дмитрий Коган (скрипка).
Цикл пьес для фортепиано op.4. В 2010 году издан московским издательством «Музыка» и исполняется многими пианистами.
Фантазия op.11 для скрипки, альта и фортепиано (2010).
Вариации для фортепиано. Премьера состоялась на Festival de l’Athénée, Женева, 2010.
Соната для фортепиано. Премьера состоялась на фестивале Pianissimo, Торредембарра, Испания, 2012.
Музыка к фильму «Здрасьте, приехали», режиссёр Виталий Шепелев (2012).
Музыка к церемонии закрытия кинофестиваля «Зеркало» имени Андрея Тарковского (2013).
Фантазия для кларнета и фортепиано «Американские картинки» (2013). Премьера состоялась в Камерном зале Московского Международного Дома Музыки.
Прелюдия и фуга до-минор. В декабре 2013 года за исполнение этого сочинения присуждена премия Манашира Якубова «За выдающиеся композиторские и исполнительские заслуги».
Септет «Игры разума» (2014), Премьера состоялась в Камерном зале Московского Международного Дома Музыки.
Фантазия памяти Давида Ашкенази для фортепьяно с оркестром (2015). Премьера состоялась в Светлановском зале Московского Международного Дома Музыки.
Музыка к фильму «День рождения», режиссёр Алексей Кокорин (2016).
- Анданте Памяти Дмитрия Когана. — Анданте Памяти Дмитрия Когана, 2018.
- Шуманиана. — Произведение посвящённое Роберту Шуману было написано специально для академии Вильгельма Кемпфа в Позитано, 2019.

## Записи
- Vladimir Sverdlov plays Chopin. — Cypres, 9609, 2000.
- Modest Mussorgsky: Pictures at an Exhibition. Mili Balakirev: Islamey, Nocturne № 1. Vladimir Sverdlov: 4 Pieces for Piano. — Vladimir Sverdlov, piano — PIANO CLASSICS, PCL0023, 2011.
- Vision Fugitive (Piano Creations) Vladimir Sverdlov-Ashkenazy] — 2019 Pancher

## Музыка к кино
- «Здрасьте, приехали!», комедия, реж. Виталий Шепелев, 2012.
- «День рождения», короткометражный фильм, реж. Алексей Кокорин, 2016.
- «Девушка с косой», комедия, реж. Ольга Гнедич, 2017.
- «Дина Рубина. На солнечной стороне», док. фильм, реж. Станислав Митин, 2019.